# Катастрофа Іл-76 під Ленінаканом (1988)
11 грудня 1988 року неподалік міста Ленінакан Вірменської РСР сталась авіаційна катастрофа військово-транспортного літака Іл-76М ВПС СРСР, в результаті якої загинули 77 людей. Даний політ виконувався в рамках програми ліквідації наслідків Спітакського землетрусу, що стався 7 грудня 1988 року.

## Передісторія
7 грудня 1988 року на території Вірменської РСР об 11:41 за місцевим часом стався руйнівний землетрус, який охопив майже 40 % території республіки. В результаті було повністю зруйноване місто Спітак та більше півсотні сіл. Часткових руйнувань зайняли міста Ленінакан (нині Ґюмрі), Степанаван, Кіровакан (нині Ванадзор) та ще понад 300 населених пунктів. Щонайменше 25 тисяч людей загинуло, близько 140 тисяч стали інвалідами та понад 500 тисяч залишились без своїх домівок. Така подія не могла залишитися без уваги керівництва країни. Постраждалим потрібні були медикаменти, їжа, теплий одяг і так далі.

## Політ

### Початок
Було прийняте рішення повітряним шляхом відправити групу військових для ліквідації наслідків землетрусу та гуманітарний вантаж для постраждалих. 11 грудня в аеропорту Біна столиці Азербайджанської РСР міста Баку на військових чекав літак Іл-76. Екіпаж складався з 9 льотчиків, а пасажирів було 69. Всього 78 людей на борту. Пунктом прибуття мав стати Ленінаканський аеропорт Ширак.

### Літак
Для польоту використовувався літак моделі Іл-76М (М — модифікований). Даний борт мав реєстраційний номер СССР-86732, серійний 10-07 та заводський 083413388. Був зібраний на заводі Ташкентського авіаційного виробничого об'єднання ім. В. П. Чкалова Узбецької РСР у 1978 році. Це один з перших літаків моделі «М». Від базової дана модель відрізняється посиленою конструкцією фюзеляжу та підвищеною вантажністю до 42 тонн (базова версія мала вантажність 28 тонн). Літак належав до 128 військово-транспортного авіаційного полку, що базувався на території Литовської РСР в місті Паневежис.

### Катастрофа
Рано вранці Іл-76 здійснює виліт. Даний політ відрізняється від польотів над звичайною місцевістю. Аеропорт Ширак розташований в гірській місцевості на висоті приблизно 1500 метрів над рівнем моря. Через це атмосферний тиск там нижче за звичний. Також складності додавали метеорологічні умови. Політ здійснювався в темний час доби при високому рівні хмарності. Видимість складала 5 км. На 56 хвилині польоту під час підходу до аеропорту екіпаж робить запит диспетчеру на зниження висоти. О 7:22 ранку за місцевим часом літак врізається в гору за 15 км від Ленінакану. З 78 людей на борту дивом вижив один чоловік — Фахреддін Балаєв, якого врятувало те, що він спав в завантаженому матрацами кузові вантажівки КамАЗ, яка, в свою чергу, була пришвартована ближче до кормової частини літака. Згідно іншої версії, Фахреддін знаходився в кабіні вантажівки.
Ми заходили на посадку та вже відчували, що приземляємось, коли літак різко піднявся вгору. Я відчув, як простір розширюється, і раптом... опинився в повітрі. В цей момент я "відключився". Прийшов до тями, напевно через те, що моя рука буквально смажилась на розпеченому двигуні. Якщо би не прийшов до тями тоді, вибухнув би разом зі всіма.

- Фахреддін Балаєв для інформаційного агентства Trend.az, 14 грудня 2006
Серед військових були 50 азербайджанців, 13 лезгинів, 11 росіян, 2 татари, 1 вірменин та 1 єврей. 9 членів екіпажу були росіянами. До місця падіння літака прибула група Вагіфа Ахмедова — офіцера запасу, призваного ліквідувати наслідки землетрусу. Саме завдяки групі Ахмедова Фахреддіна Балаєва доправили до шпиталю.

## Причини катастрофи
Спочатку вважалось, що літак під час заходу на посадку зіткнувся з гелікоптером. Також були припущення збиття літака вірменами внаслідок збройного протистояння вірмен та азербайджанців за контроль Нагірного Карабаху.
Офіційною причиною катастрофи є неправильне встановлення показників висотомірів екіпажем. Під час прослуховування запису з бортового самописця було виявлено, що диспетчер передає інформацію про атмосферний тиск в аеропорту — 634 мм рт. ст., але в ході розслідування на висотомірах було виявлено значення 734 мм рт. ст., що призвело до підвищення показників фактичної висоти польоту на 1100 м. На висотомірах було виявлено показник 1425 м, отже фактичною була висота 325 м. Вважається, що до дезорганізованості екіпажу призвели фізичне виснаження внаслідок великого навантаження, пов'язаного з частими польотами перед самою катастрофою, та складні метеоумови.

## Аналогічна катастрофа Іл-76 у 1989 році
20 жовтня 1989 року в тому ж самому місці сталась аналогічна катастрофа. Під час виконання навчального польоту в гору врізався літак Іл-76ТД (б/н СССР-76466) на борту якого знаходились 10 членів екіпажу, троє з яких були стажистами, та 5 пасажирів. Всі люди на борту загинули. Даний політ було поєднано з допомогою ліквідації наслідків Спітакського землетрусу, тому окрім людей на борту знаходилось 37 тонн вантажу. Цього разу причина була такою ж як і рік тому — неправильні показники висотомірів.